# Moellerodiscus griseliniae
Moellerodiscus griseliniae är en svampart som beskrevs av P.R. Johnst. 2002. Moellerodiscus griseliniae ingår i släktet Moellerodiscus och familjen Rutstroemiaceae.   Inga underarter finns listade i Catalogue of Life.